# أي 120
صاروخ أي 120 أو A120 أو عطار 120 هو صاروخ فلسطيني الصنع تستخدمه وتصنعه حركة حماس ويبلغ مدى الصاروخ 120 كيلومتر وسمي الصاروخ بهذا الاسم نسبة للقائد القسامي رائد العطار الذي إغتالته إسرائيل في معركة العصف المأكول وظهر الصاروخ لأول مرة في 11 مايو من عام 2021 في معركة سيف القدس، وصواريخ عطار 120 هي صواريخ ذات قدرة تدميرية هائلة وقوية.

## المواصفات
يعد صاروخ أي 120 أحد أهم صواريخ المقاومة الفلسطينية وأكثرها تطورًا فمداه يصل إلى 120 كيلومتر وبهذا يستطيع هذا الصاروخ ضرب تل أبيب من أي مكان في غزة، فضلًا عن قدرته التدميرية القوية جدًا حيث أن إنفجاراته تكون قوية وذو صوت مرتفع وضرر كبير.

## الظهور الأول
عقب إستمرار الاعتدائات والطرد الممنهج والقسري على سكان حي الشيخ جراح وعلى مصلي المسجد الأقصى في القدس في 11 مايو من عام 2021 وتحديدًا في 28 رمضان، أصدرت كتائب القسام بيانًا يهدد به إسرائيل ويمهلها مهلة ساعة واحدة للإنسحاب الكامل من حي الشيخ جراح والمسجد الأقصى وبعد إنتهاء المهلة أطلقت كتائب الشهيد عز الدين القسام ما يفوق 135 صاروخًا كان 7 منها على المستوطنات في القدس وجميع الصواريخ السبعة من صواريخ A120 وصدت القبة الحديدية واحد فقط منها بينما سقط الستة المتبقون وإنفجروا وظهر الصاروخ لأول مرة في قصف على تل أبيب وضواحيها.